# فیلیپه یانیس
فیلیپه یانیس (اسپانیایی: Felipe Yáñez‎؛ زادهٔ ۲۵ ژانویهٔ ۱۹۵۳) دوچرخه‌سوار اهل اسپانیا است. وی در مسابقات تور دو فرانس شرکت کرده است.